# Massepha bengalensis
Massepha bengalensis là một loài bướm đêm trong họ Crambidae.